# واشینگتون (ایلینوی)
واشینگتن، ایلینوی (به انگلیسی: Washington, Illinois) یک شهر در ایالات متحده آمریکا با جمعیت ۱۵٬۱۳۴ نفر است که در ایلی‌نوی واقع شده‌است.

## موقعیت جغرافیایی
موقعیت جغرافیایی شهرها و مناطق اطراف به شرح زیر است: